# Dipodarctus borrori
Dipodarctus borrori är en djurart som tillhör fylumet trögkrypare, och som beskrevs av Pollock 1995. Dipodarctus borrori ingår i släktet Dipodarctus och familjen Halechiniscidae. Inga underarter finns listade i Catalogue of Life.